# Екехејрија
Екехејрија је у грчкој митологији била персонификација примирја.

## Митологија
Била је персонификација примирја, а као богиња посебно поштована у Олимпији, где је у току Олимпијских игара престајало непријатељство између грчких држава. У тамошњем храму посвећеном Зевсу, Паусанија је писао да је испред стуба, а након што се прођу бронзана врата десно постављена, међу статуама, налазио и пар који је приказивао Екехејрију како крунише Ифита. Родитељи овог божанства нигде нису наведени, а она сама је повезивана са богињом мира, Ејреном.